# Kamislai járás

A Kamislai járás a Szamarai területen

A Kamislai járás (oroszul Камышлинский район) Oroszország egyik járása a Szamarai területen. Székhelye Kamisla.

## Népesség
- 2002-ben 11 868 lakosa volt, melyből 9 613 tatár (81%), 1 115 orosz (9,4%), 617 csuvas (5,2%), 176 mordvin (1,48%).
- 2010-ben 11 420 lakosa volt, melyből 9 160 tatár (80,9%), 1 205 orosz (10,6%), 480 csuvas (4,2%), 141 mordvin (1,2%).